# マノン (オペラ)

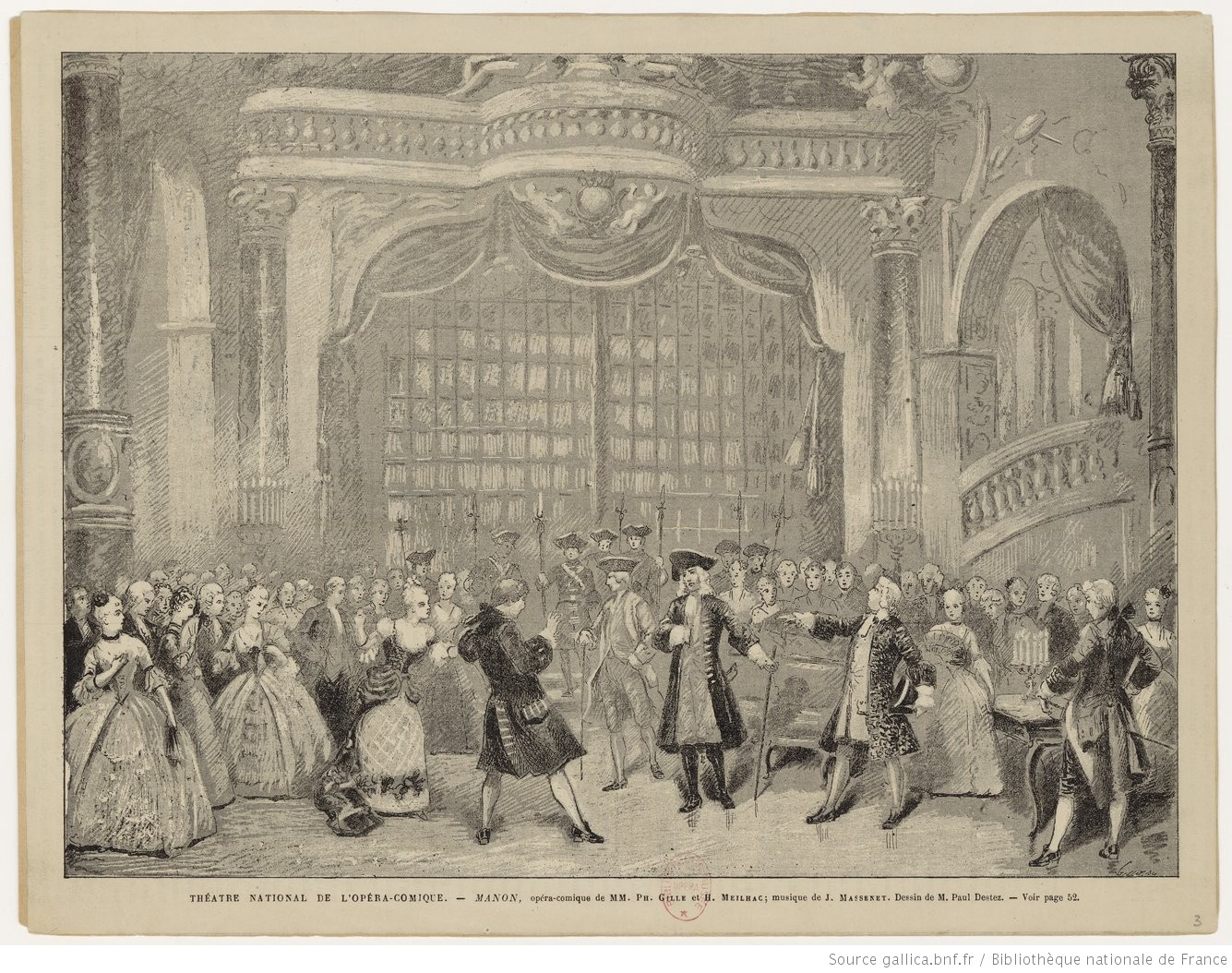
初演時の舞台デザイン

『マノン』（フランス語: Manon）は、ジュール・マスネ作曲の5幕からなるオペラ・コミックで、アベ・プレヴォーの小説『マノン・レスコー』を原作としている。1884年1月19日、パリ・オペラ＝コミック座にて、ジュール・ダンベの指揮によって初演された。

## 概要

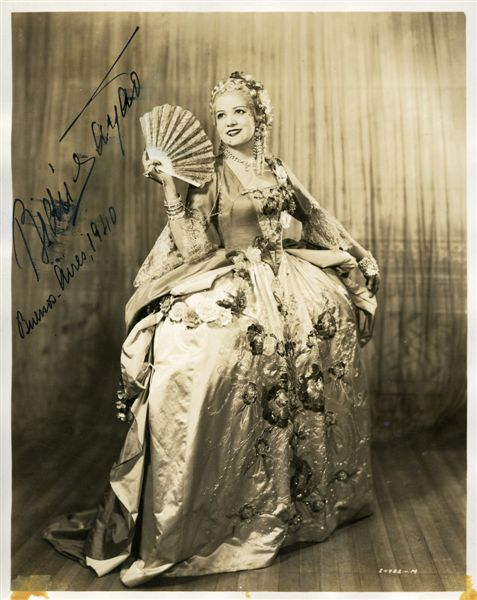
マノンを演じるビドゥ・サヤン（1940年）

マスネは彼の4番目のオペラ『エロディアード』を発表して成功を収めた1881年に台本作家のアンリ・メイヤックと相談して、次作をプレヴォーの『マノン・レスコー』にすることにした。台本作家フィリップ・ジルも加わって、草稿が練られ、作曲も進められた。1882年の後半にはオランダのハーグにあるかつて原作者が住んでいた家に滞在して作曲を進めた。1883年に作曲が完了し、オペラ・コミック座の監督であるレオン・カルヴァロの夫人に献呈された。初演は非常に好評で、その後も繰り返し上演された。
『マノン』はマスネのオペラの中で最も成功した作品の一つで、パリのオペラ・コミック座での上演回数は1959年までに2,000回を超えた。イギリス初演は1885年1月17日にリヴァプールで、米国初演は1885年12月23日にニューヨーク・アカデミー・オブ・ミュージックにて行われた。日本初演は1949年3月14日に日比谷公会堂にて藤原歌劇団によって、山口和子、藤原義江、石津憲一、宮本良平等の配役で森正の指揮によって行われた。
『ラルース世界音楽事典』は本作について「台本は構成力に富み、音楽もその優美さ、魅力、多様さによって質の高いものになっている。とりわけ、アミアンの中庭場面とクール・ラ・レーヌの祭りの場のような民衆的な場面に生き生きとした調子が現れている。曲の中には「さあ、マノン、夢を捨てて」（Voyons, Manon）、「さよなら、私たちの小さなテーブル」（Adieu, notre petite table）のような感動的なアリアが含まれていると共に、表情豊かな合唱曲、オーケストラによって巧みに強調されるレチタティーヴォやまた、「キャプテン、あら、楽し」（Capitaine, ô gué）のような民謡なども含まれている。本作は19世紀のオペラ・コミックの典型的な作品で、アリアは覚えやすく、合唱曲は場面に即応している。登場人物たちは、その振舞いがいかなるものであろうと非常に人間的に描かれている]と評している。
植村耕三は「マスネはグノーの流れをくむと共に、ライトモティーフが使用されているが、ワーグナーのように観念的ではなく、細やかな心理的表出に利用している。彼の音楽は奔放な生命力の躍動や強烈な対照の効果には乏しいが、艶めかしいまでに優麗な旋律、簡潔でしかも表現力に富んだ色彩的な管弦楽法、言葉の自然なアクセントを尊重した声の扱いといった特質は『マノン』という題材において絶好の表現の場を見出し、本作はフランス・オペラの代表的作品のひとつになっている。形式は台詞を使用するオペラ・コミックであるが、台詞を語っている間でもオーケストラの伴奏を伴うメロドラマの手法を採用している」と分析している。しかし、台詞は痕跡程度という、様式の枠を無視するオペラ・コミックの大作なのである。
『オックスフォードオペラ大事典』によれば「どのような状況であれ、人を魅了し惹きつけるマスネの力量は、本作でますます発揮されており、－中略－本作で彼はこの時代のフランス・オペラの最も成功した作曲家として君臨し、多くの聴衆を熱狂させた」と言う。

## リブレット
リブレットはアンリ・メイヤックとフィリップ・ジルによる。筋書におけるアベ・プレヴォーの原作からの大きな変更は、レスコーが兄から従兄になっていること、最終場面がルイジアナの沼地ではなくル・アーブルへの途上としたこと、原作の重要人物である、デ・グリューの親友ティベルジュが登場しないことなどである。また、「当然のことながら、オペラの筋は単純化され（原作ではマノンはデ・グリューのもとを3度離れるが、オペラでは1度）、オペラ・コミック座の観客にも受け入れられるよう、保守的で娯楽性が高く、少し不道徳さも入った台本にするため、社会批判的要素は全て排除された」。
メイヤックとジルによる台本については「冗長で、物語的要素に頼りすぎている。－中略－特に、第1幕は時間がかかりすぎる。」という指摘もある。しかし、「つまるところ『マノン』は「見せ場」を次々に提示するオペラであるため、より成熟したマスネのほかのオペラと比べると結合力や秩序に欠けているが、この作曲家の全作品の中で、これらの見せ場を凌ぐ曲はほとんどない」と結論付けている。また、牧師になったデ・グリューにマノンが求愛する場面はこのオペラのハイライトとも言える非常に官能的な場面であるが、宗教家に対する情愛の誘惑というテーマは『タイス』や『エロディアード』でも取り上げられており、マスネが得意とするシーンとなっている。

### 運命の女としての〈マノン〉

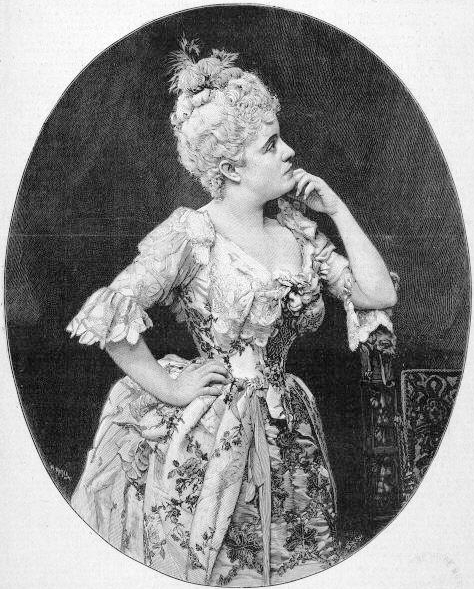
マノンを演じるシビル・サンダーソン（1888年）

本作は「運命の女」（ファム・ファタール、その女性と関わると死を招く、あるいは人生が狂ってしまう）を描いたオペラとして現在でも人気を保っている。
澤田肇によれば「マノンは千変万化の女性で、男性にとっては一人の存在の内にすべての女性がいる。第1幕の「私、夢見心地なの」でのあどけなさ、第2幕の「さよなら、私たちの小さなテーブル」は、裏切るくせにいじらしい可愛さ、第3幕の「どこの道を歩いても」で頂点を極めるグラマーぶりと「あなたが握る手は昔の私の手ではないというの？」と心も体も揺さぶる官能的な誘惑、第4幕「金貨の音」でのはじけるような陽気さ、第5幕の「私の恥ずべき行いゆえに」で死を悟り、改悛のうちに蘇る純真さ、そこにあるのは聖女から売春婦まであらゆる女性の姿なのだ」。

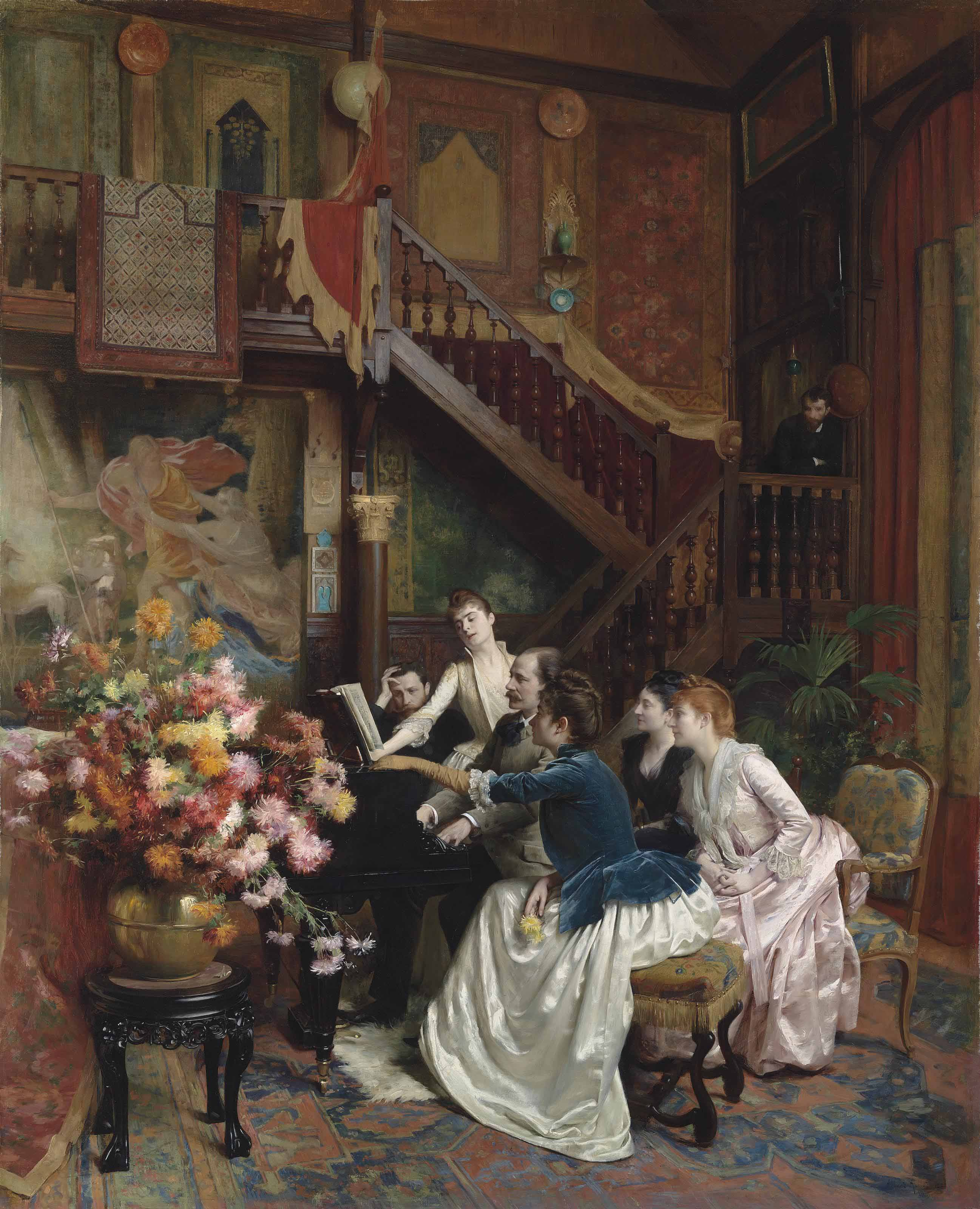
楽譜を囲むマスネと歌手たち

『新グローヴ オペラ事典』によれば「モーパッサンはプレヴォー原作のヒロインの〈本能的不実〉を〈誠実に欺き、公然と破廉恥に走ること〉だと書いているが、マスネはこの矛盾を正確に捕らえた。勿論、これはあくまで男性側から見た魅惑的女性像である。つまり、寛大で野心的、快楽を好む賑やかな女性で、自分の罪を懺悔し、忠実な恋人への永遠の愛を誓ったあとで、望まれるままに好きなだけ男と関係を持ち、自ら果てずにはいられない女性である。それにも関わらず、マノンはソプラノ・リリコなら誰もが一度は歌ってみたい役なのである。－中略－マノンという役はじれったいほど謎めいた一人の女性の全体像にまとめ上げられており、演技派女優にとって非常に演じがいのある役になっている」。
マノンを当たり役とした歴代の歌手には、実際にマスネの恋愛の対象であったと考えられているシビル・サンダーソンを初め、メアリー・ガーデン、ジェラルディン・ファーラー、ファニー・エルディ、ルクレツィア・ボーリ、アメリータ・ガリ＝クルチ、グレース・ムーア、ビドゥ・サヤン、ビクトリア・デ・ロス・アンヘレス、アンナ・モッフォ、ビヴァリー・シルズ、ルネ・フレミング、ナタリー・デセイ、アンナ・ネトレプコなどを挙げることができる。

## 登場人物
| 人物名                       | 原語                    | 声域         | 役                                        | 初演時のキャスト 1884年1月19日 指揮：ジュール・ダンベ 演出：シャルル・ポンシャール |
| ---------------------------- | ----------------------- | ------------ | ----------------------------------------- | ---------------------------------------------------------------------------------- |
| マノン・レスコー             | Manon Lescaut           | ソプラノ     | 若き美貌の女主人公                        | マリー・ハイルブロン                                                               |
| 騎士デ・グリュー             | Le Chevalier des Grieux | テノール     | マノンの恋人の騎士                        | ジャン=アレクサンドル・タルザック （Jean-Alexandre Talazac）                       |
| レスコー                     | Lescaut                 | バリトン     | マノンの従兄の 近衛士官                   | エミール＝アレクサンドル・タスキン                                                 |
| デ・グリュー伯爵             | Le Comte des Grieux     | バス         | 騎士デ・グリューの父                      | コバレ                                                                             |
| ギヨー・ド・モルフォンテーヌ | Guillot de Morfontaine  | テノール     | マノンに血道をあげる老貴族                | ピエール・グリヴォ                                                                 |
| ド・ブレティニ               | Monsieur de Brétigny    | バリトン     | マノンの浮気相手の貴族で ギヨーの放蕩仲間 | コラン                                                                             |
| プセット                     | Poussette               | ソプラノ     | 高級娼婦                                  | モレ・トリュフィエ                                                                 |
| ジャボット                   | Javotte                 | メゾソプラノ | 高級娼婦                                  | エステル・シュヴァリエ                                                             |
| ロゼット                     | Rosette                 | メゾソプラノ | 高級娼婦                                  | アデール・レミ                                                                     |
| 宿屋の主人                   | Hôtelier                | バス         | －                                        | ラビ                                                                               |
| 近衛士官                     | Sergent                 | バリトン     | －                                        | エチエンヌ・トロワ                                                                 |

- 合唱：ブルジョワたち、レスコーの同僚たち、賭博者たち、旅行者、警察、村人、兵士、軍曹ほか。
- バレエ団：省略する演出もある。

## 楽器編成
- 木管楽器:フルート2（ピッコロ持ち替え1）、オーボエ2（イングリッシュホルン持ち替え1）、クラリネット2、 ファゴット2、
- 金管楽器:ホルン4、コルネット2本、トランペット2、トロンボーン3
- 打楽器:ティンパニ、バスドラム、シンバル、スネアドラム、トライアングル、タムタム、グロッケンシュピール、鐘、スレイベル、鞭ほか。
- 弦五部、ハープ。

- 舞台裏：オルガン、ヴァイオリン２、チェロ、コントラバス、クラリネット、ファゴット

## 演奏時間
約2時間41分（第1幕：40分、第2幕：25分、第3幕：57分、第4幕：22分、第5幕：17分）

## あらすじ
時と場所：1721年のアミアン、パリ、ル・アーブルへの街道

### 第1幕
フランス、アミアンの宿屋

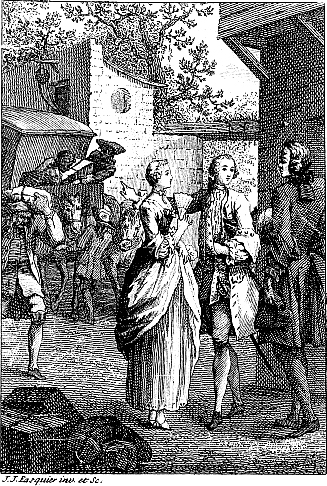
デ・グリューとマノンの出逢い

この宿屋に、放蕩貴族のギヨーが友人のブレティニや高級娼婦達と食事をしに立ち寄る。しかし、宿屋の主人がなかなか食事を運んでこないので腹を立てている。漸く食卓が整ったところに、1台の馬車が到着し、ブルジョワ達の群衆の中からマノンが降り立つ。マノンはその享楽的性格から修道院に入れられることになっていたが、彼女自身はその運命を既に諦めていた。マノンは、迎えに来た従兄レスコーに対して、この心情を表すアリア「私はまだぼうっとしています」(je suis encore toute étourdie)を歌う。マノンの美しさに目を奪われたギヨーは、金と身分にものを言わせてマノンを連れて帰ろうとするが、レスコーに阻まれる。レスコーはマノンに節操を守るように説教し、自らは友人達と賭け事をするためその場から離れる。そこに、父の元へ向かおうとしていた騎士デ・グリューが登場し、マノンの美しさに目を奪われる。ためらいがちにマノンに話しかけたデ・グリューは、マノンの修道院入りの話を聞くと、それを思いとどまらせて、2人でパリに行くことを提案し、マノンも同意する。2人は憧れの街パリへ逃れる。（以下、楽譜上省略可能）そこに登場したギヨーとレスコーはマノンが駈落ちしたことに怒り、集まった群衆はまんまとしてやられた2人を笑い飛ばす。

### 第2幕
パリ、ヴィヴィエンヌ通りのデ・グリューとマノンの家
2人は、貧しくとも愛情に満ちた生活を送り、デ・グリューは、マノンとの結婚の許しを求める手紙を父に記す。そこへ突然、マノンを我が物にしようとするブレティニと、彼に買収されたレスコーが現れる。レスコーはデ・グリューとマノンとの仲を認めたふりをし、デ・グリューが書いた手紙を満足げに読み上げる。その間にマノンはブレティニから「貧しい生活とおさらばして、贅沢な暮らしをしよう」と誘惑され、さらにデ・グリューがその夜実家に連れ戻されることになっていることを知らされる。奢侈を求めるマノンは葛藤を抱えながらも、デ・グリューとの別れを決意。ブレティニとレスコーが一旦その場から離れ、デ・グリューは手紙を出すために不在にする。彼女はアリア「さよなら、私たちの小さなテーブルよ」(Adieu, notre petite table)を歌う。デ・グリューが帰宅すると、マノンが泣いている。彼は、その涙の理由が分からず、アリア「夢の歌」（En fermant les yeux）を歌い、彼女を慰める。そこへ父親の配下が現れ、デ・グリューを連れ去ってしまう。マノンは窓辺に駆けより、「私の可哀想な騎士さん！」と絶叫する。

### 第3幕

#### 第1場
祭りで賑わうクール・ラ・レーヌ
ブレティニの目を盗んで、レスコーと3人の高級娼婦たちが遊びに繰り出している。そこへ女王然として登場したマノンは、その美しさを群衆に讃えられる。ブレティニは、ギヨーの「自分からマノンを奪わないでほしい」との懇願を退け、金に物を言わせてオペラ座のバレエ団を呼び寄せ、マノンを誘惑する。マノンはここで群集を前にアリア「私は全ての道を歩く」（Je marche sur tous les chemins）、「甘い愛に誘う声に従いましょう」（Obéissons quand leur voix appelle）を歌う。ここで現れたデ・グリューの父親、伯爵とブレティニの会話から、デ・グリューがサン・シュルピスの神学校にいることを知ったマノンは、友人の話とごまかしつつ、デ・グリューが自らのことを愛しているか尋ねるが、伯爵はデ・グリューがマノンのことを既に忘れていると述べ、マノンは衝撃を受ける。マノンはバレエもろくに見ず、デ・グリューの元へ向かうためその場を立ち去る。

#### 第2場

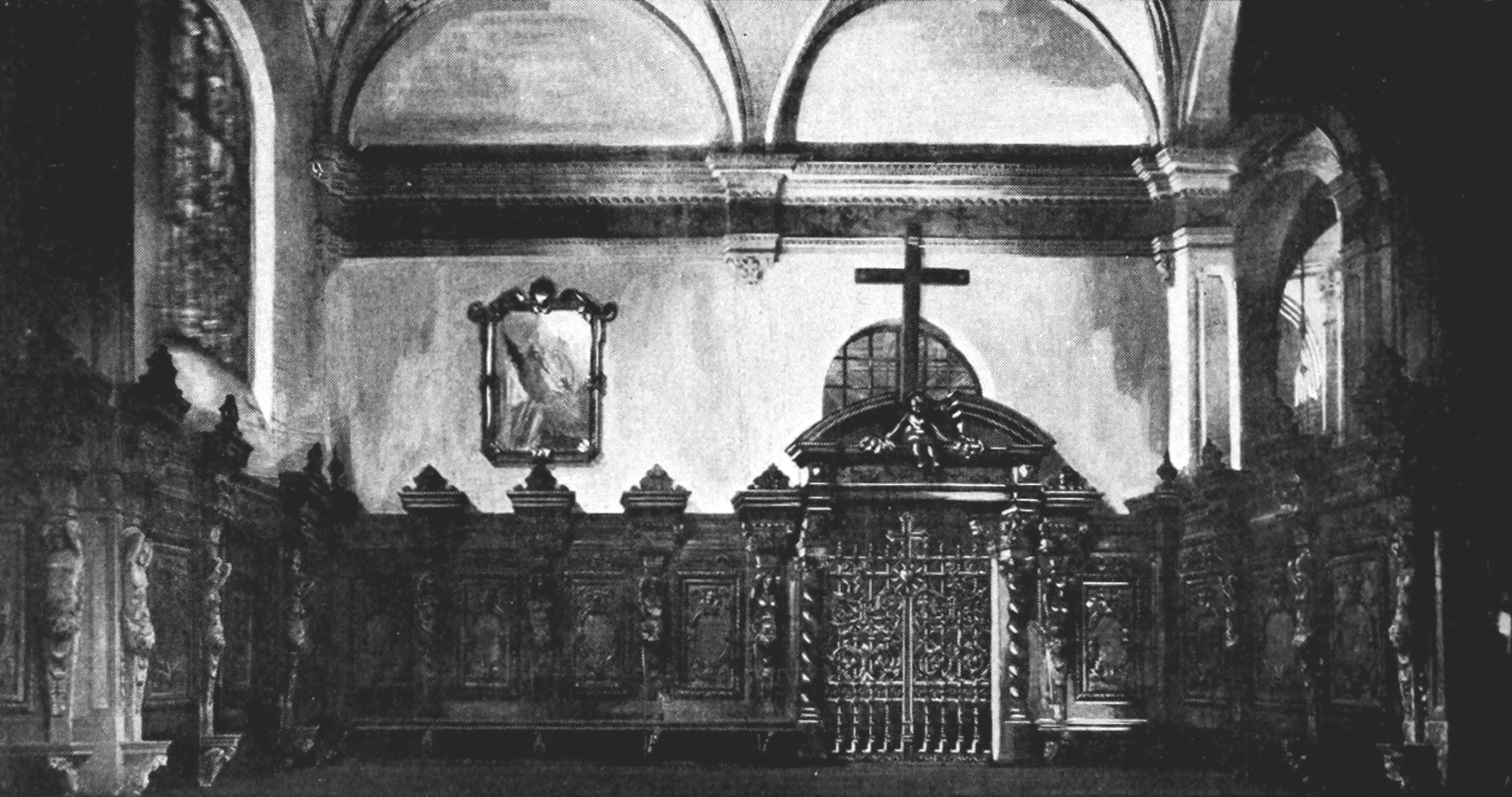
サン・シュルピス大聖堂
デ・グリューはマノンとの思いを断ち切るために信仰に身を捧げることにした。だが、マノンへの思いは断ち切りがたくアリア「消え去れ、優しい幻影よ」（Ah! Fuyez douce image）を歌う。そこへマノンが登場。それに驚くデ・グリュー。彼はマノンのかつてのよりを戻す願いに耳を貸そうとしない。しかし、マノンが〈誘惑のアリア〉「あなたが握る手は昔の私の手ではないというの？」（N'est-ce plus ma main que cette main presse?）を歌うと、心が溶かされてしまう。

### 第4幕
賭博場ホテル・トランスシルヴァニ
共同生活を再開したマノンとデ・グリューであったが、マノンの相変わらずの享楽的な生活は変わらない。そのためデ・グリューは亡き母の遺産をとうとう使い果たしてしまう。マノンはデ・グリューに賭博で金を稼ぐことを提案し、ためらう彼をホテル・トランシルバニアの賭博場に連れ出す。そこにはギヨーがいて両者は賭博で対決。幸運にもデ・グリューは賭博でもギヨーに勝利するが、それに腹を立てたギヨーはデ・グリューがいかさまをしたとでっち上げる。2人は哀れ、警察に逮捕される。

### 第5幕
ル・アーブルへの道中

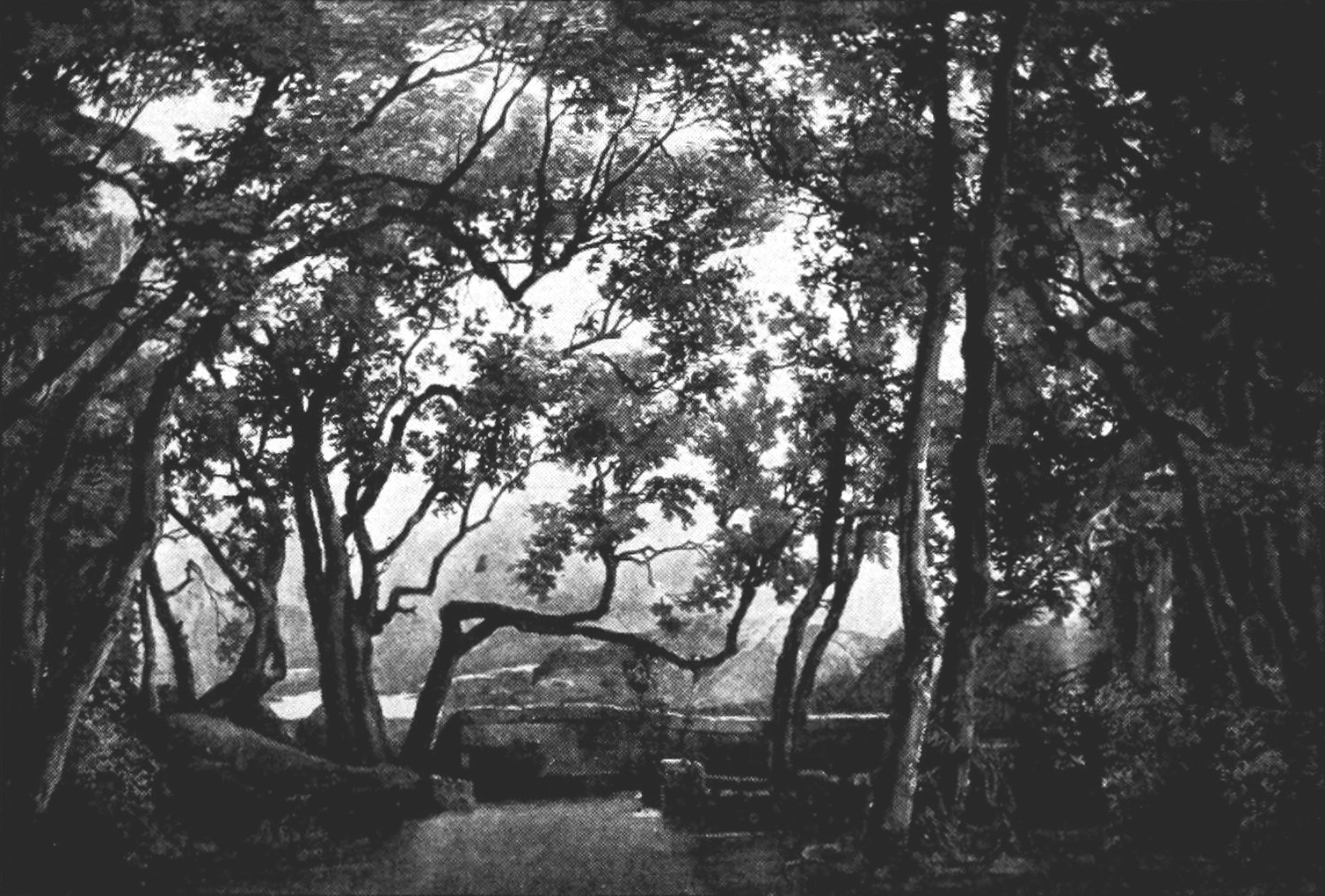
ル・アーブルへ向かう道中

捉われの身となったマノンとデ・グリューであったが、デ・グリューは父親の力添えで自由の身となる。しかし、マノンは売春婦としてアメリカに売り飛ばされることになった。マノンの奪還を試みるデ・グリューであったが、レスコーから「兵が集まらなかった」と聞かされ愕然とする。マノンの奪還が絶望的となり落胆するデ・グリュー。それに同情したレスコーは流刑船の関係者を買収し、両者の逢瀬の場を用意する。果たして。マノンとデ・グリューの逢瀬は実現したが、マノンは衰弱して明日とも知れぬ命であった。2人は熱い抱擁を交わし、変わらぬ愛を確かめ合うが、マノンはまさに息絶えようとしていた。デ・グリューは「この手を握ったわが手を思いだせ」と叫びマノンを励ますが、マノンは「これがマノンの物語」（Et c'est là l'histoire...de Manon）と言って、空しく息絶える。

## 主な録音・録画
| 年   | 配役 マノン・レスコー 騎士デ・グリュー レスコー デ・グリュー伯爵 ギヨー・ド・モルフォンテーヌ ド・ブレティニ                        | 指揮者 管弦楽団及び合唱団 | レーベル                                                                                        |
| ---- | --- | --- | ----------------------------------------------------------------------------------------------- |
| 1929 | ジェルメーヌ・フェラルディ ジョゼフ・ロガチェフスキー ジョルジュ・ヴィリエ ルイ・ギュエノ ウジェーヌ・ド・クリュ アンドレ・ゴーダン | エリー・コーエン パリ・オペラ・コミック劇場管弦楽団 パリ・オペラ・コミック合唱団                                                         | （オリジナル：仏コロムビア） CD: Naxos Historical No:8.110203-04                                |
| 1951 | ジャニーヌ・ミショー リベロ・デ・ルカ ロジェ・ブールダン ジュリアン・ジョヴァネッティ ジャン＝クリストフ・ブノワ ギイ・ゴンダン     | アルベール・ヴォルフ パリ・オペラ・コミック劇場管弦楽団 パリ・オペラ・コミック合唱団                                                     | （オリジナル：デッカ・レコード） CD: Preiser No:PR20013                                         |
| 1955 | ビクトリア・デ・ロス・アンヘレス アンリ・ルゲ ミシェル・ダン ジャン・ボルティル ルネ・エラン ジャン・ヴュイユ                       | ピエール・モントゥー パリ・オペラ・コミック劇場管弦楽団 パリ・オペラ・コミック合唱団                                                     | CD: EMI: No:TOCE55111-55113                                                                     |
| 1970 | ビヴァリー・シルズ ニコライ・ゲッダ ジェラール・スゼー ガブリエル・バキエ ニコ・カステル ミシェル・トランポン                       | ユリウス・ルーデル ニュー・フィルハーモニア管弦楽団 アンブロジアン・シンガーズ                                                           | （オリジナル：ABCレコード） CD: ドイツグラモフォン: No: 474 950-2                               |
| 1982 | イレアナ・コトルバス アルフレード・クラウス ジーノ・キリコ ジョセ・ヴァン・ダム シュルル・ビュルル ジャン=マリ－・フレモー          | ミシェル・プラッソン トゥールーズ・キャピトル国立管弦楽団 トゥールーズ歌劇場合唱団                                                       | CD: EMI No:988006 725638                                                                        |
| 1999 | アンジェラ・ゲオルギュー ロベルト・アラーニャ エアレ・パトリアルコ ジョセ・ヴァン・ダム ジル・ラゴン ニコラ・リヴァンク             | アントニオ・パッパーノ モネ王立歌劇場管弦楽団 モネ王立歌劇場合唱団                                                                       | CD: EMI: No:3818422                                                                             |
| 2001 | ルネ・フレミング マルセロ・アルバレス ジャン＝リュク・シェニョー アラン・ヴェルヌ ミシェル・セネシャル フランク・フェラーリ         | ヘスス・ロペス＝コボス 演出：ジルベール・デュフロ パリ・オペラ座管弦楽団 パリ・オペラ座合唱団                                            | DVD: TDK Creative Core TDBA0059 CD: Sony Classical SICC173                                      |
| 2007 | アンナ・ネトレプコ ローランド・ヴィラゾン アルフレッド・ダザ クリストフ・フィシェッサー レミー・コラッツァ アルットゥ・カターヤ     | ダニエル・バレンボイム 演出：ヴィンセント・パターソン ベルリン国立歌劇場管弦楽団 ベルリン国立歌劇場合唱団                                | DVD: ユニバーサルミュージック No:UCBG9197                                                       |
| 2007 | ナタリー・デセイ ローランド・ヴィラゾン サミュエル・レイミー マヌエル・ランサ フランシコ・バス ディディエ・アンリ                   | ビクトル・パブロ・ペレス 演出：デイヴィッド・マクヴィカー バルセロナ・リセウ大劇場管弦楽団 リセウ大劇場合唱団                            | DVD: Virgin(Emi) Classics: Number: 5050689                                                      |
| 2014 | アニック・マシス アレッサンドロ・リベラトーレ ピエール・ドワイヤン ロジャー・ヨアキム パプナ・チュラーゼ パトリック・デルクール     | パトリック・ダヴァン 演出：ステーファノ・マッツォニス ・ディ・プララフェーラ リエージュ・ワロン王立歌劇場管弦楽団 ワロン王立歌劇場合唱団 | DVD:DYNAMIC No:DYNDVD37751 CD:CDS7751/1-2 ウジェル版による (歌とレチタティーヴォ・ヴァージョン) |

### 派生作品
マスネの音楽によるバレエ『マノン』（ケネス・マクミラン、1974年初演）なお、このバレエ作品には、本作の音楽は一切用いられていない。